# Hohenbucko
Hohenbucko è un comune di 611 abitanti del Brandeburgo, in Germania.

Appartiene al circondario dell'Elba-Elster (targa EE) ed è parte della comunità amministrativa (Amt) di Schlieben.

## Geografia antropica

### Suddivisioni amministrative
Il territorio comunale si divide in 2 zone (Ortsteil), corrispondenti al centro abitato di Hohenbucko e a 1 frazione:
- Hohenbucko (centro abitato)
- Proßmarke